# Crash of Moons
Crash of Moons è un film per la televisione del 1954, diretto da Hollingsworth Morse, con Richard Crane. Si tratta dell’unione, in un lungometraggio, di tre episodi della serie televisiva statunitense Rocky Jones, Space Ranger.

## Trama
Rocky Jones, il Ranger dello spazio, tenta di convincere, invano, la diffidente Cleolanta, reggitrice di Ophecius, ad unirsi alla pacifica organizzazione United Worlds, che riunisce gli abitanti di diversi pianeti. Cleolanta esercita un potere dittatoriale sui suoi sudditi, negando ad essi ogni contatto con il resto dell’universo abitato: il che fa nascere un’opposizione clandestina al suo assolutismo.
Mentre l’astronave di Rocky lascia il pianeta Ophecius, si apprende che due corpi celesti gemelli, chiamati le “lune vagabonde”, nel loro imprevedibile vagare nello spazio, stanno velocemente avvicinandosi ad una stazione spaziale: Rocky vi giunge appena in tempo per sventare il pericolo.
Ulteriori calcoli permettono di stabilire che le “lune vagabonde” sono in procinto di collidere con Ophecius. Cleolanta non solo rifiuta l’offerta di soccorso della United Worlds, ma si accinge ad attaccare con potenti armi atomiche le due lune gemelle per distruggerle o deviare il loro corso, ancor prima che i loro abitanti possano essere evacuati, incurante di sacrificare vite umane pur di evitare la destabilizzazione lo status quo autoritario del proprio dominio.
Rocky, con l’aiuto dei dissidenti di Ophecius riesce a sventare il piano di Cleolanta, e, una volta evacuate le due “lune vagabonde”, tenta egli stesso di distruggerle per evitare la collisione, ma senza risultato. Mentre astronavi della United World, non senza difficoltà, procedono all’evacuazione di Ophecius, Cleolanta inclusa, avviene l’inevitabile collisione.